# EarthCam
EarthCam, Inc., sediada em Hackenbsack, Nova Jérsei fornece conteúdo de webcam. A empresa foi fundada em 1996 e oferece milhões de imagens por dia e desenvolve a tecnologia para gerenciar redes de câmeras em todo o mundo. O site "EarthCam.com" ganhou um prémio Webby Award.[carece de fontes?]

## Alguns projetos documentados pela EarthCam
- National September 11 Memorial & Museum[1]
- Ampliação do Canal do Panamá[2]
- Instituto Smithsoniano[carece de fontes?]
- Ponte São Francisco–Oakland Bay[3]
- Madison Square Garden[carece de fontes?]
- Hong Kong Disneyland[carece de fontes?]
- Aeroporto Internacional de Los Angeles[carece de fontes?]
- Laboratório Nacional de Los Alamos[carece de fontes?]
- Centro Presidencial George W. Bush[4]
- Institutos Nacionais da Saúde[carece de fontes?]
- Guggenheim Abu Dhabi[carece de fontes?]
- Estádio Santa Clara[carece de fontes?]